# Johannes Aal
Johannes Anguilla (Bremgarten, 1500 — Soleura, 28 de maio de 1551) foi um teólogo, reformador, compositor e dramaturgo suíço. Foi autor de uma tragédia sobre a vida de João Batista.

## Biografia
Aal nasceu em Bremgarten, na Suíça, e foi pastor lá até 1529. Então, ele se tornou Leutpriester em Baden até 1536. Na igreja colegiada de Solothurn, ele se tornou pregador e líder do coro em 1538. De 1544 a 1551, foi reitor do colégio dos cônegos, onde morreu.
Ele é o autor da tragédia Johannes der Täufer (São João Batista), na qual foi encenada pela primeira vez em 1549 em Berna. A peça tem duração de dois dias com quatro atos cada. Inclui burlescos, cenas românticas e elementos satíricos. Sua sátira ridiculariza todas as classes e a corte, bem como a curiosidade, a paixão pela elegância, a loquacidade e a arte da sedução das mulheres.
Como músico, ele compôs uma melodia em 16 versos sobre São Maurício e São Urso de Solothurn.

## Trabalhos

### Tragédia de João Batista

#### Performances, fontes, tendência
Johannes Aal ganhou significado literário através de sua peça dramática sobre a história de João Batista, escrita em dialeto suíço (Tragoedia. Joannis des Heiligen vorlöuffers vnd Töuffers Christi Jesu warhaffte Histori, 1549). A extensa obra, composta por 7090 pares de rimas, foi concebida para uma apresentação de dois dias. Em julho de 1549, a peça foi estreada ao ar livre por cidadãos de Solothurn sob a direção de Aal e foi apresentada novamente em Solothurn em 1596. A única outra performance que pode ser rastreada é a de Andreas Meyenbrunn em Colmar em maio de 1573, com base em uma versão linguisticamente revisada do texto de Aal, que foi impressa em 1575.
A peça de Aal, que segue a tradição das grandes peças sacras dos séculos 15 e 16, mostra motivos medievais tardios e elementos humanísticos. Estes últimos expressam-se, por exemplo, na designação de género da obra como "tragédia", na sua subdivisão em actos e cenas, e na psicologização rudimentar do enredo. No entanto, Aal ainda estava pouco ciente dos princípios estruturais dos dramas antigos e palliata. Além dos Evangelhos bíblicos, ele também usou as Antiguidades Judaicas (Livro 18, Capítulo 5) do historiador Flávio Josefo como fontes, bem como talvez o Hypomnemata do historiador da igreja cristã primitiva Hegésipo, que sobreviveram apenas de forma muito fragmentária. De acordo com a pesquisa da fonte, no entanto, o autor não foi influenciado por outras peças de St. John's publicadas em seu tempo.
Aal concebeu a Tragoedia Joannis como uma lição espiritual que pretendia difundir a doutrina católica e exortar a sociedade da época a levar uma vida orientada para os valores cristãos. Em alguns lugares, João Batista é retratado como um pregador moral suíço. Em sua peça, Aal exerceu críticas sociais contra a compreensão absolutista de Herodes sobre o governo e contra pessoas da corte de Herodes, que é tipologicamente modelada nas estruturas governamentais do próprio tempo do autor. O mundo cortês de Herodes é dominado pelo vício; simboliza a humanidade pecaminosa. Além disso, há um pronunciado traço teológico-antifeminista no retrato de figuras femininas como Herodias e Salomé. O claro contraste com isso é o mundo cristão da salvação, dominado pela moralidade e pela justiça; a morte de João Batista parece predeterminada na história da salvação.

#### Conteúdo
Para afrouxar a carga moral-didática de pensamentos transportados no decorrer da trama, Aal forneceu à sua peça inúmeros truques dramáticos. Para variar, muitas vezes há diálogos modificados, uma abundância de sequências de palco vividamente projetadas, combinações teatralmente eficazes de histórias contrastantes, interlúdios musicais e o uso de uma linguagem muito pictórica permeada por uma sagacidade folclórica vigorosa com muitas frases embutidas e palavrões.
O material planejado para o primeiro dia da apresentação contém, entre outras coisas, a aparição de João Batista no deserto, suas admoestações ao povo e sermões contra os fariseus, bem como seu encontro com Jesus, a quem ele batiza. Outro enredo mostra os empreendimentos dos fariseus dirigidos contra João e a magnífica corte absolutista de Herodes, contra quem João dá uma repreensão. Finalmente, ele é preso. Os eventos que cercam Jesus nesse complexo de tramas contrastam fortemente com as cenas seculares-cortesãs, e um palco simultâneo ilustrou visualmente esse drama referencial. Em sua pretendida demonstração da pecaminosidade mundana e do plano divino de salvação apresentado em sincronia com ela, Aal relacionou ambos os processos um ao outro argumentativamente apenas a partir dos atos de jogo que se cruzam.
Os eventos que serão retratados no segundo dia da apresentação são ambientados principalmente na corte de Herodes. Eles são contrastados com as cenas dos feitos de Jesus, nas quais o Salvador realiza ou prega milagres, por exemplo. O clímax dramático é a festa de aniversário de Herodes, que ele celebra com um banquete e música - incluindo partidas de esgrima - até que finalmente Salomé convence o governante por meio de sua dança a cumprir seu desejo de executar o Batista. Em sincronia com o banquete, é mostrada a decapitação de João, cuja cabeça decepada é dada a Salomé, que a passa para sua mãe Herodias. O final da peça de São João é o enterro de João por seus discípulos enlutados.

### Possíveis trabalhos futuros
É possível que Aal tenha sido o autor dos textos da 16ª estrofe St. Mauritzen e St. Ursen Song de 1543, criada em 1543, e da Peça Antiga de St. Ursen de 1539.

## Obra
- Tragoedia Johannis des Täufers, (Tragédia de São João Batista, 1549).